# Championnats du monde de karaté 2023
Navigation
Édition précédente Édition suivante
Les Championnats du monde de karaté 2023, vingt-sixième édition des championnats du monde de karaté, ont lieu à Budapest en Hongrie du 24 au 29 octobre 2023.

## Podiums

### Hommes
| Épreuve           | Or | Argent | Bronze |
| ----------------- | --- | --- | --- |
| Kata individuel   | Ali Sofuoğlu (TUR)                                                                                               | Damián Quintero (ESP) | Ariel Torres (USA)                                                                                                |
| Kata individuel   | Ali Sofuoğlu (TUR)                                                                                               | Damián Quintero (ESP) | Kakeru Nishiyama (JPN)                                                                                            |
| Kata par équipe   | Japon Koji Arimoto Kazumasa Moto Ryuji Moto                                                                      | Turquie Emre Vefa Göktaş Enes Özdemir Ali Sofuoğlu                                                                                  | Espagne Salvador Balbuena Sergio Galán Rubén García Raúl Martín                                                   |
| Kata par équipe   | Japon Koji Arimoto Kazumasa Moto Ryuji Moto                                                                      | Turquie Emre Vefa Göktaş Enes Özdemir Ali Sofuoğlu                                                                                  | Italie Gianluca Gallo Alessio Ghinami Alessandro Iodice                                                           |
| Kumite −60 kg     | Christos-Stefanos Xenos (GRE)                                                                                    | Kaisar Alpysbay (KAZ) | Angelo Crescenzo (ITA)                                                                                            |
| Kumite −60 kg     | Christos-Stefanos Xenos (GRE)                                                                                    | Kaisar Alpysbay (KAZ) | Eray Şamdan (TUR)                                                                                                 |
| Kumite −67 kg     | Steven Da Costa (FRA)                                                                                            | Nenad Dulović (MNE) | Didar Amirali (KAZ)                                                                                               |
| Kumite −67 kg     | Steven Da Costa (FRA)                                                                                            | Nenad Dulović (MNE) | Fahad Al-Khathami (KSA)                                                                                           |
| Kumite -75 kg     | Abdalla Abdelaziz (EGY)                                                                                          | Gábor Hárspataki (HUN) | Ernest Sharafutdinov (neutre)                                                                                     |
| Kumite -75 kg     | Abdalla Abdelaziz (EGY)                                                                                          | Gábor Hárspataki (HUN) | Andrii Zaplitnyi (UKR)                                                                                            |
| Kumite -84 kg     | Youssef Badawy (EGY)                                                                                             | Mehdi Khodabakhshi (IRN) | Valerii Chobotar (UKR)                                                                                            |
| Kumite -84 kg     | Youssef Badawy (EGY)                                                                                             | Mehdi Khodabakhshi (IRN) | Mohammad Al-Jafari (JOR)                                                                                          |
| Kumite +84 kg     | Mehdi Filali (FRA)                                                                                               | Taha Mahmoud (EGY) | Đorđe Tešanović (SRB)                                                                                             |
| Kumite +84 kg     | Mehdi Filali (FRA)                                                                                               | Taha Mahmoud (EGY) | Sajad Ganjzadeh (IRN)                                                                                             |
| Kumite par équipe | Jordanie Zaki Abu Qaoud Mohammad Al-Jafari Afeef Ghaith Abdallah Hammad Hasan Masarweh Yousef Nofal Ahmad Shadid | Égypte Abdalla Abdelaziz Abdalla Hesham Abdelgawad Youssef Badawy Ahmed El-Masry Ali El-Sawy Taha Tarek Mahmoud Omar Ashraf Mohamed | France Enzo Berthon Kilian Cizo Jessie Da Costa Steven Da Costa Mehdi Filali Thanh-Liêm Lê Younesse Salmi         |
| Kumite par équipe | Jordanie Zaki Abu Qaoud Mohammad Al-Jafari Afeef Ghaith Abdallah Hammad Hasan Masarweh Yousef Nofal Ahmad Shadid | Égypte Abdalla Abdelaziz Abdalla Hesham Abdelgawad Youssef Badawy Ahmed El-Masry Ali El-Sawy Taha Tarek Mahmoud Omar Ashraf Mohamed | Italie Matteo Avanzini Matteo Fiore Luca Maresca Simone Marino Michele Martina Andre Minardi Lorenzo Pietromarchi |

### Femmes
| Épreuve           | Or                                                             | Argent                                                     | Bronze                                                                 |
| ----------------- | -------------------------------------------------------------- | ---------------------------------------------------------- | ---------------------------------------------------------------------- |
| Kata individuel   | Hikaru Ono (JPN)                                               | Grace Lau (HKG)                                            | Paola García (ESP)                                                     |
| Kata individuel   | Hikaru Ono (JPN)                                               | Grace Lau (HKG)                                            | Terryana D'Onofrio (ITA)                                               |
| Kata par équipe   | Japon Saori Ishibashi Chiho Mizukami Sae Taira                 | Italie Terryana D'Onofrio Michela Rizzo Elena Roversi      | Espagne Paola García María López Gema Morales Raquel Roy               |
| Kata par équipe   | Japon Saori Ishibashi Chiho Mizukami Sae Taira                 | Italie Terryana D'Onofrio Michela Rizzo Elena Roversi      | Égypte Asmaa Allam Noha Amr Antar Aya Hesham                           |
| Kumite −50 kg     | Moldir Zhangbyrbay (KAZ)                                       | Erminia Perfetto (ITA)                                     | Reem Ahmed Salama (EGY)                                                |
| Kumite −50 kg     | Moldir Zhangbyrbay (KAZ)                                       | Erminia Perfetto (ITA)                                     | Yorgelis Salazar (VEN)                                                 |
| Kumite −55 kg     | Tuba Yakan (TUR)                                               | Ivet Goranova (BUL)                                        | Barbara Pérez (VEN)                                                    |
| Kumite −55 kg     | Tuba Yakan (TUR)                                               | Ivet Goranova (BUL)                                        | Anzhelika Terliuga (UKR)                                               |
| Kumite −61 kg     | Gong Li (CHN)                                                  | Fatma Naz Yenen (TUR)                                      | Laura Sivert (FRA)                                                     |
| Kumite −61 kg     | Gong Li (CHN)                                                  | Fatma Naz Yenen (TUR)                                      | Noursin Aly (EGY)                                                      |
| Kumite −68 kg     | Irina Zaretska (AZE)                                           | Elena Quirici (SUI)                                        | Alizée Agier (FRA)                                                     |
| Kumite −68 kg     | Irina Zaretska (AZE)                                           | Elena Quirici (SUI)                                        | Ceyco Georgia Zefanya (INA)                                            |
| Kumite +68 kg     | Ayaka Saito (JPN)                                              | María Torres (ESP)                                         | Menna Shaaban Okila (EGY)                                              |
| Kumite +68 kg     | Ayaka Saito (JPN)                                              | María Torres (ESP)                                         | Clio Ferracuti (ITA)                                                   |
| Kumite par équipe | Espagne Carlota Fernández Adriana Gil María Nieto María Torres | Japon Tsubasa Kama Ayaka Saito Yuzuki Sawae Sarara Shimada | Kosovo Albulena Gervalla Fortesa Orana Vlera Qerimi Hatigje Zejnullahu |
| Kumite par équipe | Espagne Carlota Fernández Adriana Gil María Nieto María Torres | Japon Tsubasa Kama Ayaka Saito Yuzuki Sawae Sarara Shimada | Croatie Sadea Bečirević Nikolina Golomboš Lucija Lesjak Lea Vukoja     |

### Para-Karaté
| Épreuve                                     | Or                             | Argent                     | Bronze                              |
| ------------------------------------------- | ------------------------------ | -------------------------- | ----------------------------------- |
| kata hommes en fauteuil K30                 | Abdelaziz Abouelnaga (EGY)     | Valerio Di Cocco (ITA)     | Eldar Ahmadov (AZE)                 |
| kata hommes en fauteuil K30                 | Abdelaziz Abouelnaga (EGY)     | Valerio Di Cocco (ITA)     | Vivadi Khaligov (AZE)               |
| kata femmes en fauteuil K30                 | Isabel Fernandez Jimenez (ESP) | Knarik Airapetian (UKR)    | Virginie Boyer (FRA)                |
| kata femmes en fauteuil K30                 | Isabel Fernandez Jimenez (ESP) | Knarik Airapetian (UKR)    | Nesrin Cavadzade (TUR)              |
| kata hommes déficients visuels K10          | Toshihiro Imai (JPN)           | Yasushi Oba (JPN)          | Jose Roberto Gonzalez Carreon (MEX) |
| kata hommes déficients visuels K10          | Toshihiro Imai (JPN)           | Yasushi Oba (JPN)          | Nohan Dudon (FRA)                   |
| kata femmes déficientes visuelles K10       | Emiliya Mitlinova (AZE)        | Veronika Kamenska (CZE)    | Rewan Alamir (EGY)                  |
| kata femmes déficientes visuelles K10       | Emiliya Mitlinova (AZE)        | Veronika Kamenska (CZE)    | Marwa Hasany (EGY)                  |
| kata hommes déficients intellectuels K21    | Carlos Huertas Ruiz (ESP)      | Albert Singer (GER)        | Antonio Pereira (POR)               |
| kata hommes déficients intellectuels K21    | Carlos Huertas Ruiz (ESP)      | Albert Singer (GER)        | Moustafa Hassan (EGY)               |
| kata femmes déficientes intellectuelles K21 | Olivia Kakosy (HUN)            | Rosado Lucia Sanchez (ESP) | Elise Reedijk (NED)                 |
| kata femmes déficientes intellectuelles K21 | Olivia Kakosy (HUN)            | Rosado Lucia Sanchez (ESP) | Federica Yakymashko (ITA)           |
| kata hommes déficients intellectuels K22    | Ahmed Elbeltagy (EGY)          | Mattia Allesina (ITA)      | Joao Estrela Azevedo (POR)          |
| kata hommes déficients intellectuels K22    | Ahmed Elbeltagy (EGY)          | Mattia Allesina (ITA)      | Hazem Elsabbagh (EGY)               |
| kata femmes déficientes intellectuelles K22 | Salma Alaaeldin Ebrahim (EGY)  | Nadin Youssef (EGY)        | Natalie Olson (CAN)                 |
| kata femmes déficientes intellectuelles K22 | Salma Alaaeldin Ebrahim (EGY)  | Nadin Youssef (EGY)        | Daniela Topic (CRO)                 |